# Одеське фотографічне товариство
Одеське фотографічне товариство — наукове товариство, творча спілка професійних фотографів та фотографів-аматорів. Засноване в Одесі 13 вересня 1891 року за сприяння Г. Г. Маразлі, О. А. Вериго, М. В. Шимановського. Одеське фотографічне товариство стало першим в Російській імперії об'єднанням фотографів і разом з Російським фотографічним товариством та Київським товариством «Дагер» входило до найбільших в царській Росії товариств.

## Заснування

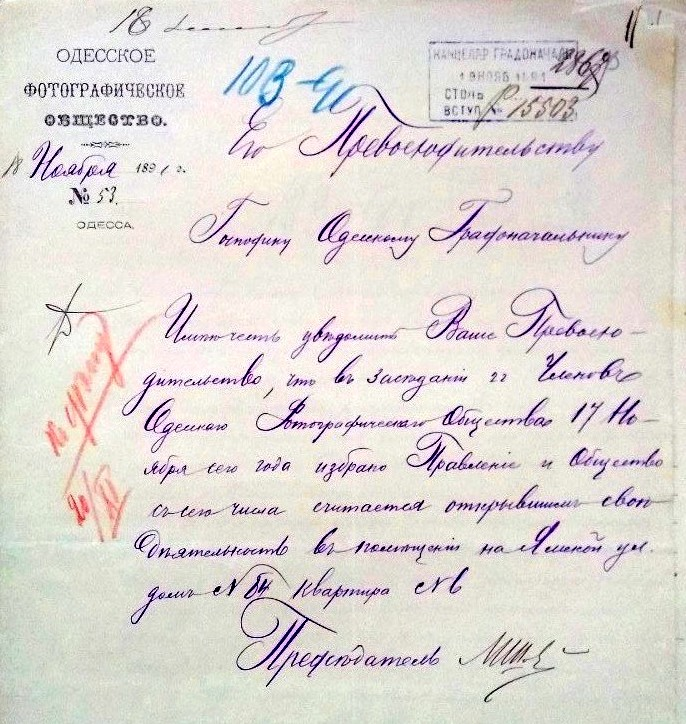
Лист-повідомлення про відкриття Одеського фотографічного товариства

Історія фотографії в Одесі починається 27 лютого 1843 року з оголошення про відкриття фотоательє, яке належало Філіпу Гаазу. Свої світлини він робив вдосконаленим власноруч методом дагеротипії. Як згадує О. М. Дерібас, до найкращих фотографів старої Одеси також належали Р. Федоровець, О. Хлопонін та К. І. Мігурский. Карлу-Йосипу Мігурському належить перша в Російській імперії спроба створення фотографічного товариства: у 1858 році він подав Міністру народної освіти прохання про створення в Одесі товариства шанувальників світопису, яке було відхилене. К.-Й. Мігурський 1859 року видав перший в Російській імперії практичний підручник з фотографії, а у 1864 році він відкрив в Одесі фотографічний інститут. З листопада 1887 року при Одеському відділенні Імператорського російського технічного товариства була заснована фотографічна секція, яка складалась з 5 членів; через рік секція нараховувала 20 членів. Аналогічні секції були відкриті в Миколаєві, Києві, Харкові.
Одеське фотографічне товариство стало першим в Російській імперії самостійним об'єднанням фотографів. Воно було засноване за сприяння Одеського міського голови Г. Г. Маразлі, і за активної участі О. А. Вериго, М. В. Шимановського та Е. В. Князева. Його підтримав меценат граф М. М. Толстой, подарувавши фахову бібліотеку і кілька фотоапаратів. Відомий німецький фотограф Рудольф Дюркооп подарував товариству 15 художніх світлин. Статут Одеського фотографічного товариства був затверджений 13 вересня 1891 року. Головою товариства на першому засіданні 17 листопада 1891 року був обраний Митрофан Васильович Шимановський.

## Завдання товариства

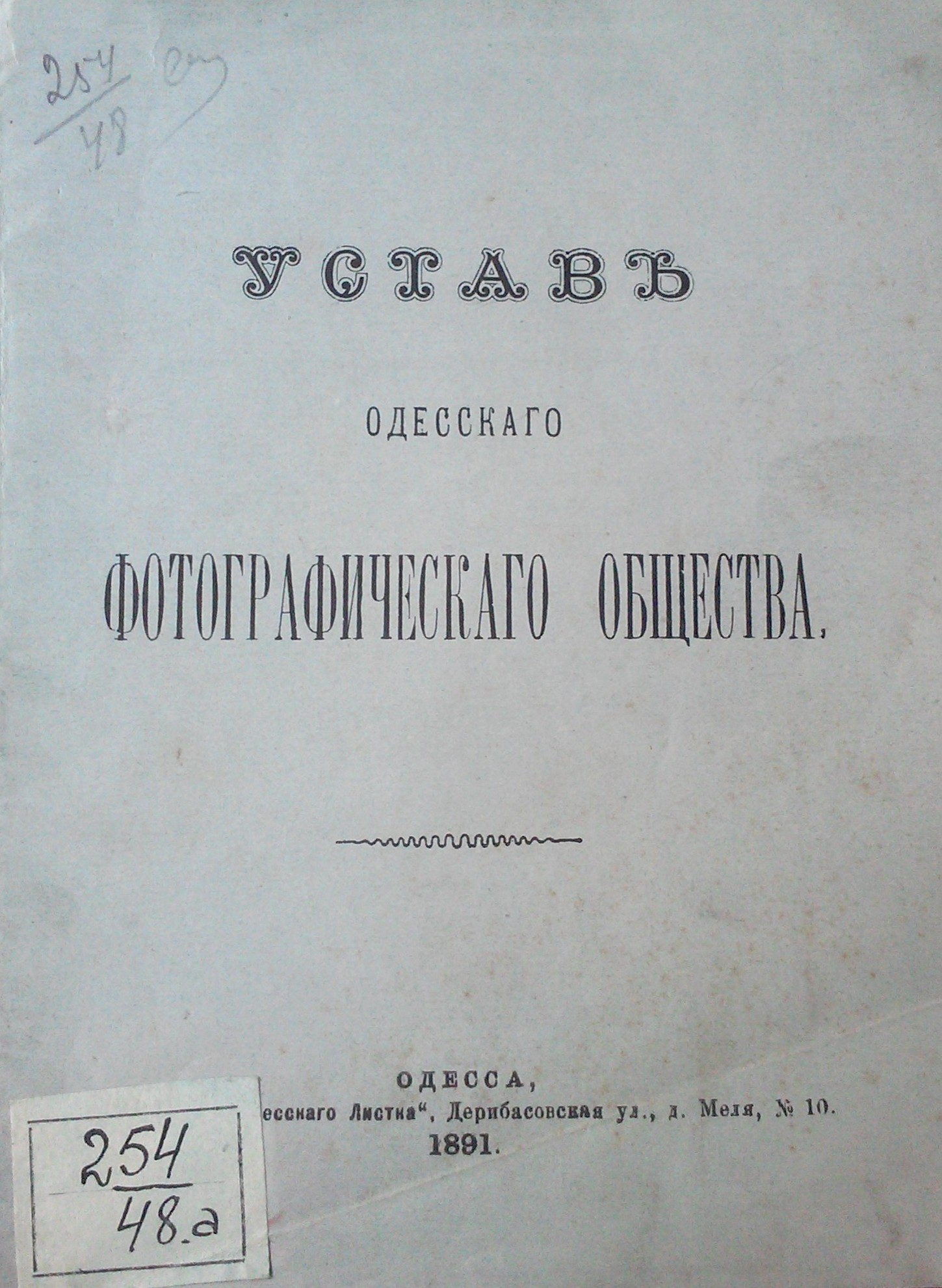
Статут Одеського фотографічного товариства

Одеське фотографічне товариство на перший план висувало наукові цілі:
1. Теоретичну та практичну розробку світлопису у всіх галузях та поширення знань про нього.
2. Заохочення до більшого та різноманітного застосування фотографії у наукових дослідженнях та працях.
3. Підтримку та сприяння розвитку подорожей фотографів-аматорів з науковою та художньою метою для збору краєзнавчих матеріалів.
4. Фотографування стародавніх пам'яток, видатних архітектурних споруд, мальовничих місцевостей, які мають значення для історії батьківщини та розвитку мистецтва.[6]

Для цього Одеське фотографічне товариство зверталося до фотографів з проханням надсилати такі знімки пам'яток старовини з метою зібрати якомога повніший матеріал для вивчення історії країни. Фотографи-аматори відгукнулись на цей заклик. Зокрема, було надіслано шість фотографій Аккерманської фортеці, зроблених В. Георгіївським. Ідея збереження пам'яток старовини за допомогою фотографії проходила червоною ниткою через всю діяльність Одеського фотографічного товариства.
Членами товариства могли бути особи обох статей, за винятком неповнолітніх, учнів навчальних закладів та нижніх військових чинів.

## Діяльність товариства

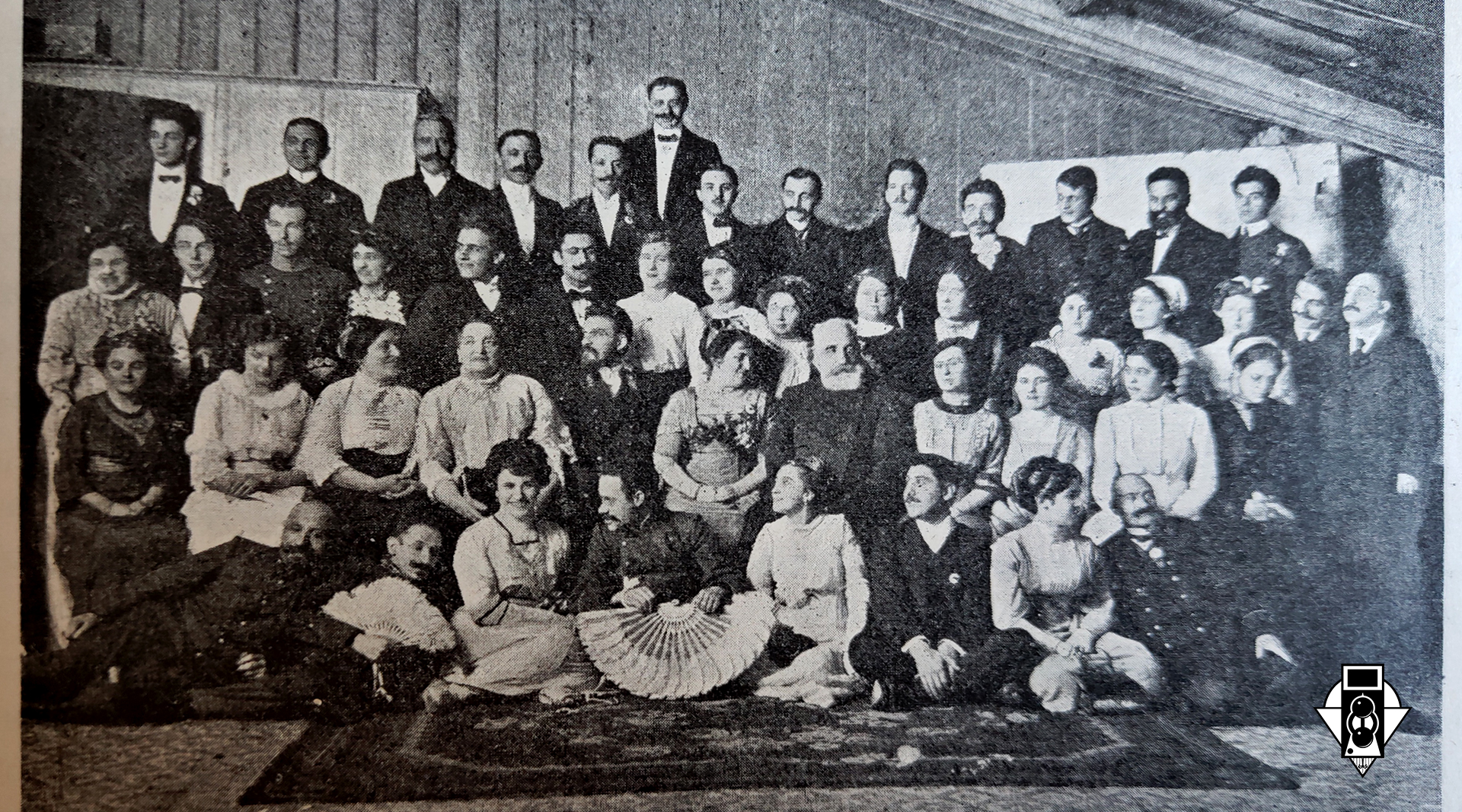
Святкування 20-річчя заснування товариства

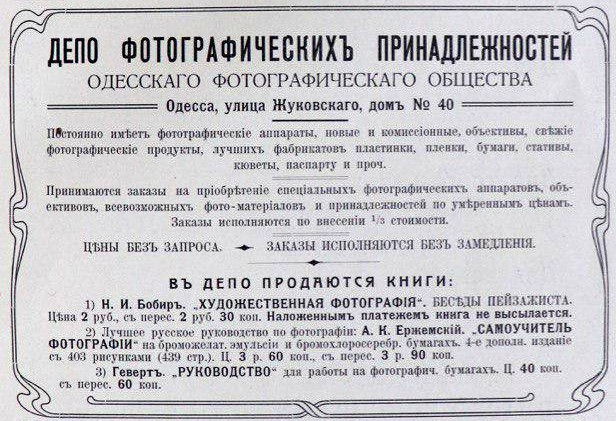
Реклама депо фотографічних приладів у "Віснику Одеського фотографічного товариства", №1, 1913

Перше засідання Одеського фотографічного товариства відбулось 17 листопада 1893 року. Товариство спочатку розташовувалось по вулиці Ямська, 84, кв. 6 (зараз Новосельського, 88), у 1893-1909 по вул. Ямська, 79, з 1912 року по вулиці Святослава Караванського, 40 При ньому існували фотолабораторія, курси фотографів, бібліотека, постійна комісія судовофотографічної експертизи, депо фотографічних приладів, де можна було придбати все для фотографії та проявити й надрукувати плівку. Регулярно проводились публічні лекції, конкурси, виставки, екскурсії. Товариство видавало наукові посібники та журнали присвячені фотографії. У 1916 році товариство нараховувало 180 дійсних членів. 1894 року члени Одеського фотографічного товариства брали участь ілюстрування каталогу музею при «Імператорському Одеському товаристві історії та старожитностей». На базі Одеського фотографічного товариства були проведені «Всеросійська фотографічна виставка» (1894), «Виставка картин фотографії» (1912), та «Всеросійська пересувна художньо-фотографічна виставка російських фотографічних товариств» (1916).
Діяльність товариства продовжувалась деякий час і після Жовтневого перевороту. У 1917—1918 в приміщенні Одеського фотографічного товариства по вулиці Святослава Караванського, 40 регулярно проводились засідання авангардового Товариства вільних художників, функціонувала Вільна академія товариства вільних художників. У 1920-х роках Одеське фотографічне товариство продовжувало діяльність по вул. Гаванній, 11; його головою був С. Шацилло. Відомо, що 1928 року у ньому фотографувався Едуард Багрицький.

## Відновлення діяльності
Діяльність Одеського фотографічного товариства була відновлена у 2019 році при Одеському відділенні Української академії наук. Перші збори відродженого Одеського наукового фотографічного товариства відбулись 29 серпня 2019 року. Головою товариства було обрано керівника Одеського регіонального відділення УАН О. В. Мальцева. Товариство нараховує понад 20 членів з України та закордонних країн. Своєю метою бачить продовження виконання задач історичного Одеського фотографічного товариства у заохоченні використання фотографії у наукових дослідженнях, а також підтримки розвитку аналогової фотографії.

## Голови товариства
- Шимановський М. В. (17 листопада 1891 — квітень 1893)[14]
- Шпановський Л. П. (березень 1896 — ?)[14]
- Михайлов-Мучкін Г. С. (16 травня 1911 — 21 травня 1915)[5]
- Соловйов М. А. (21 травня 1915 —)[5]
- Шацилло С. (1920-ті)
- Мальцев О. В. (2019)

## Видання
- «Светопись» (1907—1908). Офіційний орган Саратовського і Одеського фотографічного товариств. Редактор — І. Д. Перепелкін. Москва.
- «Вестник Одесского фотографического общества» (1912—1914). Редактор Г. С. Михайлов-Мучкін. Одеса
- «Русский фотографический вестник» (1915—1916) Редактор-видавець — Г. С. Михайлов-Мучкін. Одеса.